# Cosmas Damian Asam
Cosmas Damian Asam (Benediktbeuern, 28 settembre 1686 – Monaco di Baviera, 10 maggio 1739) è stato un pittore, architetto e scultore tedesco.
Figlio del pittore Hans Georg, lavorò quasi sempre insieme al fratello scultore Egid Quirin. 
Agli inizi del XVIII secolo si recò a Roma, dove poté essere tra gli ultimi a vedere in situ, nella Basilica dei Santi XII Apostoli l'affresco Ascensione di Cristo di Melozzo, capolavoro della prospettiva da sotto in su. Questo tipo di prospettiva ritornerà nei lavori di Asam.
Le sue due opere principali sono Assunzione di Maria (affresco del 1716) e Pentecoste (affresco del 1720). Tra i suoi lavori rientra la restaurazione dei dipinti nella Chiesa di San Nicola di Praga ed il ciclo di affreschi della volta della navata della chiesa abbaziale di Einsiedeln e gli affreschi della Sala della Dieta regionale del Landhaus di Innsbruck, 1734.